# First Capital Connect
| First Capital Connect | First Capital Connect |
| --------------------- | --- |
|                       | |
| Firma                 | First Capital Connect |
| Konzession und Dauer  | Thameslink / Great Northern 1. April 2006 bis 13. September 2014                                                             |
| Bahnhöfe              | Bedford, Luton, Peterborough, Kings Lynn, Cambridge, Kings Cross, Brighton, Moorgate                                         |
| Nebenbahnhöfe         | Luton Airport, Blackfriars, London Bridge, Gatwick Airport, Stevenage, Wimbledon, Sutton, West Hampstead, Finsbury Park, Ely |
| Flotte                | 73 Class 319 Elektrotriebzüge 41 Class 313 Elektrotriebzüge 12 Class 317 Elektrotriebzüge 40 Class 365 Elektrotriebzüge      |
| Bahnhöfe              | ca. 90 |
| Muttergesellschaft    | First Group |
| Website               | firstcapitalconnect.co.uk |

First Capital Connect war bis September 2014 eine britische Bahngesellschaft und Tochtergesellschaft der First Group.

## Geschichte

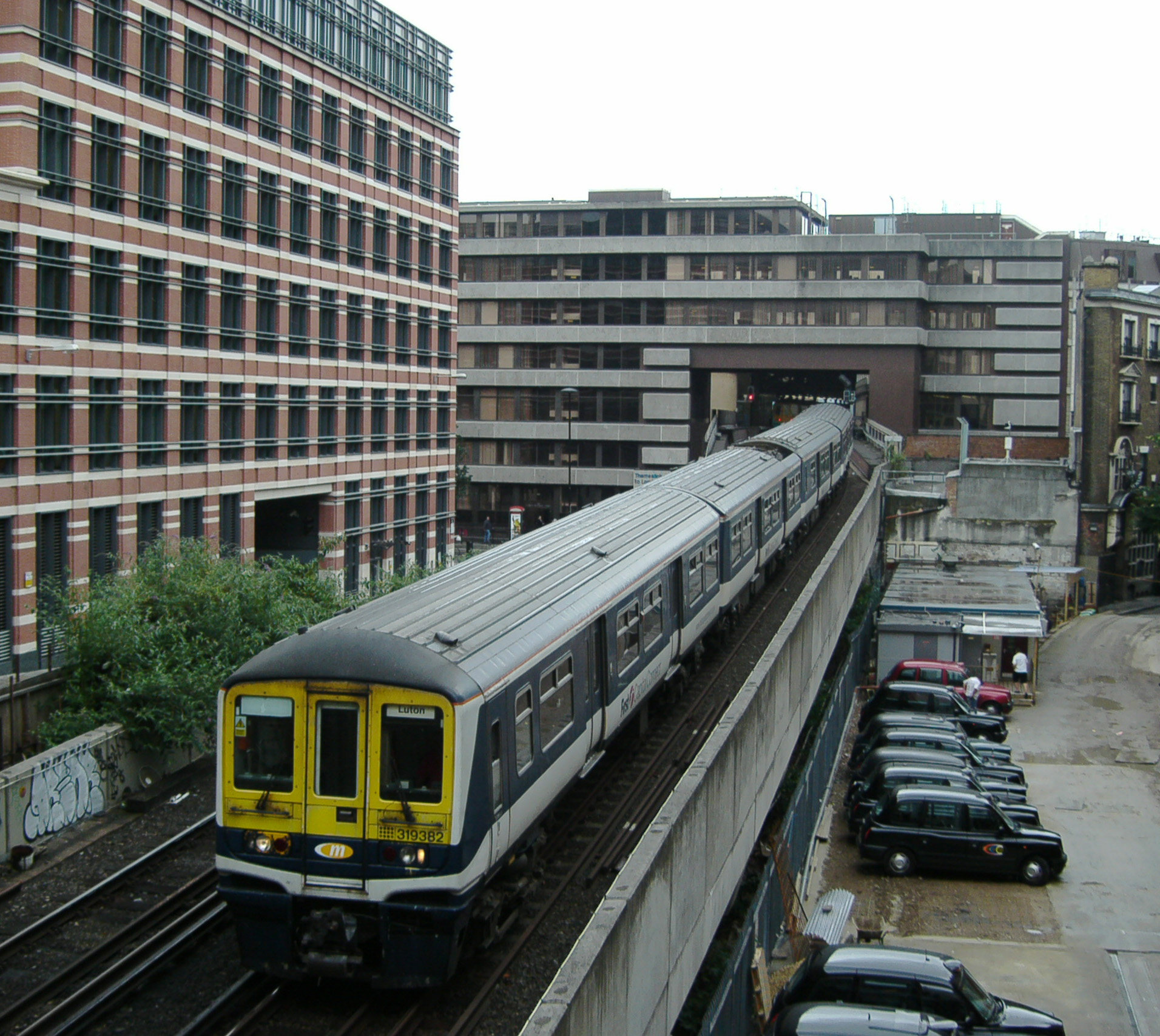
Thameslink-Zug bei Verlassen des Bahnhofs Blackfriars kurz vor der Einfahrt in den Snow-Hill-Tunnel

First Capital Connect nahm ihren Betrieb am 1. April 2006 auf. Das Unternehmen vereinigte die Streckennetze zweier Gesellschaften, deren Konzession an diesem Tag ausliefen: Das Thameslink-Netz sowie West Anglia Great Northern (wagn) auf der East Coast Main Line von London in Richtung Peterborough, Cambridge und King’s Lynn.
Die beiden Streckennetze wurden im Hinblick auf das Thameslink-Ausbauprogramm (ehemals Thameslink 2000) zusammengelegt. Geplant waren Kapazitätserhöhungen und eine bessere Verknüpfung der ehemaligen wagn-Netzes mit Thameslink. Durch die Zusammenlegung sollte gewährleistet werden, dass die Betriebsführung beider Teilnetze bis zum Abschluss des Ausbauprogramms vereinheitlicht werden kann.
Die Konzession lief bis zum 13. September 2014. Am 23. Mai 2014 wurde bekanntgegeben, dass der Betrieb an Govia Thameslink Railway abgegeben wird.